# Jazzmeia Horn
Jazzmeia Horn (Dallas, 1991. április 16. –) amerikai dzsesszénekesnő, dalszerző.  

## Pályakép
Kreatívan gondolkodó családban nőtt fel. A nagymamája, aki gospel-zongorista volt, szerettette meg vele az éneklést, a dzsessz szeretetét. Már kiskorától kezdve énekelt. Egy képzőművészeti középiskolába járt, de a dzsessz iránt érdeklődött. 2015-ben megnyerte a Herbie Hancock Institute of Jazz Nemzetközi dzsesszversenyét és a Sarah Vaughan Nemzetközi Jazzénekversenyt.
Repertoárján dzsessz-sztenderdek, továbbá műfajok és művészek, mint például Stevie Wonder számai is szerepelnek.
Sarah Vaughan, John Coltrane, Miles Davis, Billy Harper, Delfeayo Marsalis, Mike LeDonne, Peter Bernstein, Vincent Herring voltak rá jelentős hatással.
Két Grammy-díj jelölése van, 2017-ből, illetve 2019-ből. (Love & Liberation; A Social Call)

## Lemezek
- A Social Call (2017)
- When I Say (2019)
- Love & Liberation (2019)
- Dear Love with Her Noble Force (2021)

## Díjak
- 2008, 2009 – Down Beat Student Music Award's Recipient
- 2010 – Down Beat Vocal Jazz Soloist Winner
- 2012 – Winner of the Sarah Vaughan International Jazz Vocal Competition, Rising Star award
- 2013 – Winner of the Sarah Vaughan International Jazz Vocal Competition
- 2015 – Winner of the Thelonious Monk Institute International Jazz Competition
- 2018 – Down Beat, Rising Star Female Vocalist Winner

## További információ
- Hivatalos oldal
- Jazzmeia Horn az Internet Movie Database-ben (angolul)
- Jazzmeia Horn a Rotten Tomatoeson (angolul)